# Ambisentencja
Ambisentencja (łac. ambisententia od ambo "obaj" i sententia "myśl, opinia, osąd, pogląd, zdanie") – głoszenie całkowicie sprzecznych stwierdzeń, z których każde jest uważane za prawdziwe. Świadczy o ambiwalencji intelektualnej lub myślenia. Stanowi jeden z objawów dezintegracji psychicznej w schizofrenii.